# Classe Samudra

La classe Samudra  est une classe de patrouilleur antipollution  construite localement pour la Garde côtière indienne (ICG).

## Conception
Les navires ont été conçus par l'entreprise Rolls-Royce Holdings. Chaque navire est équipé de deux moteurs diesel Bergen B32 fournis par Rolls-Royce, de deux hélices Kamewa (en) Ulstein, d'un propulseur Ulstein Aquamaster , d'un système Tenfjord pour gouvernail Ulstein, d'une machinerie de pont Rauma Brattvaag, d'un système d'automatisation et de tableaux de commande Ulstein et d'une stabilisation anti-roulis Intering . Son système de stabilisation anti-roulis est le premier à être intégré sur un navire de la garde côtière construit en Inde. Les autres caractéristiques principales des navires sont le système de gestion de plate-forme intégrée (IPMS) et son système de positionnement dynamique permettant au navire d'être manœuvré avec précision dans une zone restreinte.

## Équipement antipollution
L'équipement à bord est utilisé pour le confinement, la récupération, la séparation et la dispersion des polluants. Les systèmes de contrôle de haute technologie permettent d'effectuer des tâches simultanées par un seul opérateur. Le navire est équipé des derniers équipements de contrôle de la pollution, y compris deux bras rigides de balayage lui permettant de contenir les déversements d'hydrocarbures en mouvement. Un logiciel avancé aiderait à prévoir la propagation de la configuration complexe des déversements d'hydrocarbures. Le navire est conçu pour récupérer l'huile la plus légère à la plus visqueuse au rythme de 300 tonnes par heure. L'eau contaminée peut être pompée à bord et analysée en laboratoire. L'huile peut ensuite être séparée et conservée dans des réservoirs de stockage d'une capacité de 300 tonnes ou de 1.000 tonnes dans des barges gonflables qui peuvent être remorquées derrière le navire pour libérer de l'espace sur le pont. Le navire est également équipé de systèmes de lutte contre l'incendie et de sauvetage.

## Rôle secondaire
Le rôle secondaire comprend les patrouilles en temps de paix, la lutte contre les incendies et le sauvetage. Pour l'application de la loi maritime, la surveillance de la zone économique exclusive, la lutte contre la contrebande, la protection des pêches, la recherche et sauvetage et l'interdiction à grande vitesse, il est équipé d'un canon naval de 30 mm CRN 91, d'un hélicoptère léger, de cinq bateaux à grande vitesse et de quatre scooters nautiques. Un système de surveillance infrarouge est également installé à bord, ce qui permet à l'équipage du navire de détecter des cibles dans la nuit.

## Unités
| Nom                    | N° coque | Port d'attache | Lancement       | Mis en service  |
| ---------------------- | -------- | -------------- | --------------- | --------------- |
| ICGS Samudra Prahari   | CG 201   | Bombay         | 20 mars 2007    | 9 octobre 2010  |
| ICGS Samudra Paheredar | CG 202   | Visakhapatnam  | 12 mars 2009    | 21 juillet 2012 |
| ICGS Samudra Pavak     | CG 203   | Porbandar      | 11 juillet 2012 | 14 janvier 2016 |

### Navires comparables
- Abeille Bourbon, Abeille Liberté (France),
- ICGV Þór (Islande),
- NoCGV Harstad (Norvège)

## Galerie

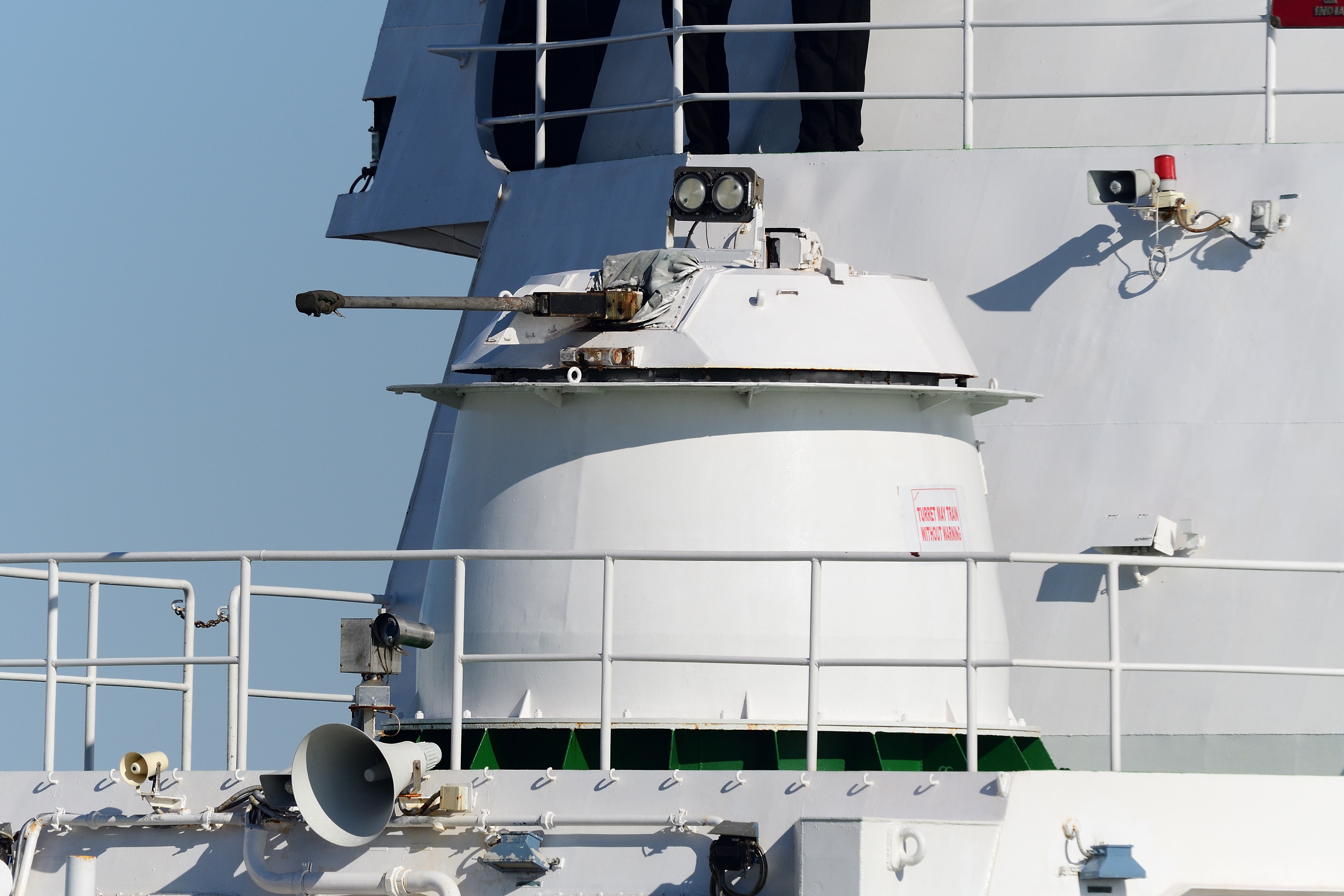
Canon naval 30 mm CRN-91